# Guerres civiles espagnoles au Pérou
Pour les articles homonymes, voir Guerre civile espagnole.
 (février 2008).
Les guerres civiles espagnoles au Pérou sont une suite de conflits (quatre guerres) menés entre les conquistadors pour le contrôle du territoire de l'ancien Empire inca au milieu du XVIe siècle.
Leur point de départ fut la chute de Cuzco prise par Diego de Almagro, et la fuite de Manco Capac II vers Vilcabamba. Leur aboutissement est la fin de la dernière rébellion dirigée par Francisco Hernández Girón. Peu de temps après, le vice-roi du Pérou Andrés Hurtado de Mendoza entreprit la pacification finale du pays.

## Origines
Les disputes entre les conquérants du Pérou pour la distribution des terres et des richesses débutèrent au lendemain de la chute de l'Empire inca. La concession définie par la capitulation de Tolède de 1529 entre la Couronne espagnole et Francisco Pizarro octroie à ce dernier de nombreux privilèges au détriment du reste de ses partenaires, Diego de Almagro et Hernando de Luque. À cela s’ajoute le fait que Pizarro avait coutume de disposer du butin à sa guise, ce qui approfondissait les désaccords avec son partenaire Almagro, délaissé dans la répartition des richesses. De plus, une haine féroce et mutuelle se développa entre Almagro et Hernando Pizarro, le frère de Francisco. Les deux côtés, almagristas et pizarristas, s’accusèrent de trahison et de non-respect des engagements. Il est à noter que le troisième partenaire de la Conquête, le prêtre Luque, n'est pas intervenu dans ces litiges car il décéda peu de temps après le début de la conquête. Il était notamment reconnu pour apaiser les querelles entre les deux militaires.
L’intervention de la Couronne espagnole pour renforcer sa présence dans les colonies se traduisirent par la promulgation des Leyes Nuevas en réglementant des nouveaux dispositifs juridiques. L'une de ces lois prévoyait notamment la suppression de l'hérédité des encomiendas, et donc la perte de l'héritage des conquistadors. Une autre loi très impopulaire auprès des encomenderos était la suppression du travail forcé des Indiens. Les conquérants s'aperçurent que, malgré leurs sacrifices pour conquérir les royaumes du Pérou, le roi d'Espagne voulait imposer d'autres lois, s'emparer de leurs terres et des Indiens pour les répartir entre les proches de la Couronne et ainsi bénéficier des avantages de la conquête, réalisée avec autant d'effort. Naturellement, l'injustice perçue par les conquistadors les poussa à prendre les armes.

## Chronologie
- 1537-1538 : la guerre entre Francisco Pizarro et Diego de Almagro
  - 12 juillet 1537 : Bataille de Abancay
  - Bataille de Huaytará
  - 6 avril 1538 : Bataille de las Salinas

- 1541-1542 : la guerre entre Diego de Almagro le jeune et Cristóbal Vaca de Castro
  - 16 septembre 1542 : Bataille de Chupas

- 1544-1548 : les guerres de Gonzalo Pizarro
  - La guerre de Quito (contre le Vice-roi Blasco Núñez Vela)
  - La guerre de Huarina (contre Diego Centeno).
  - La guerre de Jaquijahuana (contre Pedro de la Gasca).

- 1553-1554 : la guerre de Francisco Hernández Girón 
  - Bataille de Villacurí
  - Bataille de Chuquinga
  - Bataille de Pucará

## Première guerre: Francisco Pizarro et Diego de Almagro (1537-1538)
Batailles
Bataille d'Abancay (es) • Huaytará • Las Salinas

### La controverse de Cuzco
La cause immédiate de la guerre entre Francisco Pizarro et Diego de Almagro était la possession de Cuzco, la capitale des Incas.
La Capitulation de Tolède, signée le 26 juillet 1529, a jeté les bases juridictionnelles des territoires conquis par Pizarro et Almagro. Pour Pizarro, le Gouvernorat de Nouvelle-Castille (s'étalant du nord de la ville de Teninpulla ou de Santiago dans l’Équateur actuel vers le sud sur 270 lieues) et pour Almagro, le Gouvernorat de Nouvelle-Tolède, qui s'étendait au sud de la Nouvelle-Castille, s'étendait sur 200 lieues.
En théorie, les territoires étaient suffisamment bien délimités mais la controverse éclata lorsqu'Almagro soutenait que les mesures des 270 lieues de la Nouvelle-Castille devaient être effectuées en tenant compte des sinuosités des côtes. Pizarro soutenait à l'inverse que cela devait être fait en suivant la ligne du méridien. Selon la thèse d'Almagro, le gouvernorat de Nouvelle-Castille aurait pris fin au nord de Lima et, selon Pizarro, au sud de Cuzco. La Couronne espagnole, donna raison à Pizarro, mais sa résolution arriva trop tard.
Convaincu de sa thèse, Almagro entreprit d'occuper Cuzco en 1535. La guerre civile aurait éclaté à ce moment-là, mais Pizarro réussit à convaincre son partenaire de partir à conquête du Chili, situé au sud de son gouvernorat, où les rumeurs faisaient état d'une terre où abondaient les métaux précieux et où il trouverait, vraisemblablement, un deuxième Cuzco. Almagro entreprit ainsi son expédition, en partant de Cuzco le 3 juillet 1535. Le voyage à travers le Chili fut difficile et pénible, sans aucune gain. Le territoire était désertique et peuplé d’Indiens hostiles. Cette expédition dura environ deux ans et se termina en 1537 avec le retour d'Almagro et de ses troupes, qui se reposèrent à Arequipa, avant de partir pour Cuzco.

### La capture de Cuzco et la bataille d'Abancay

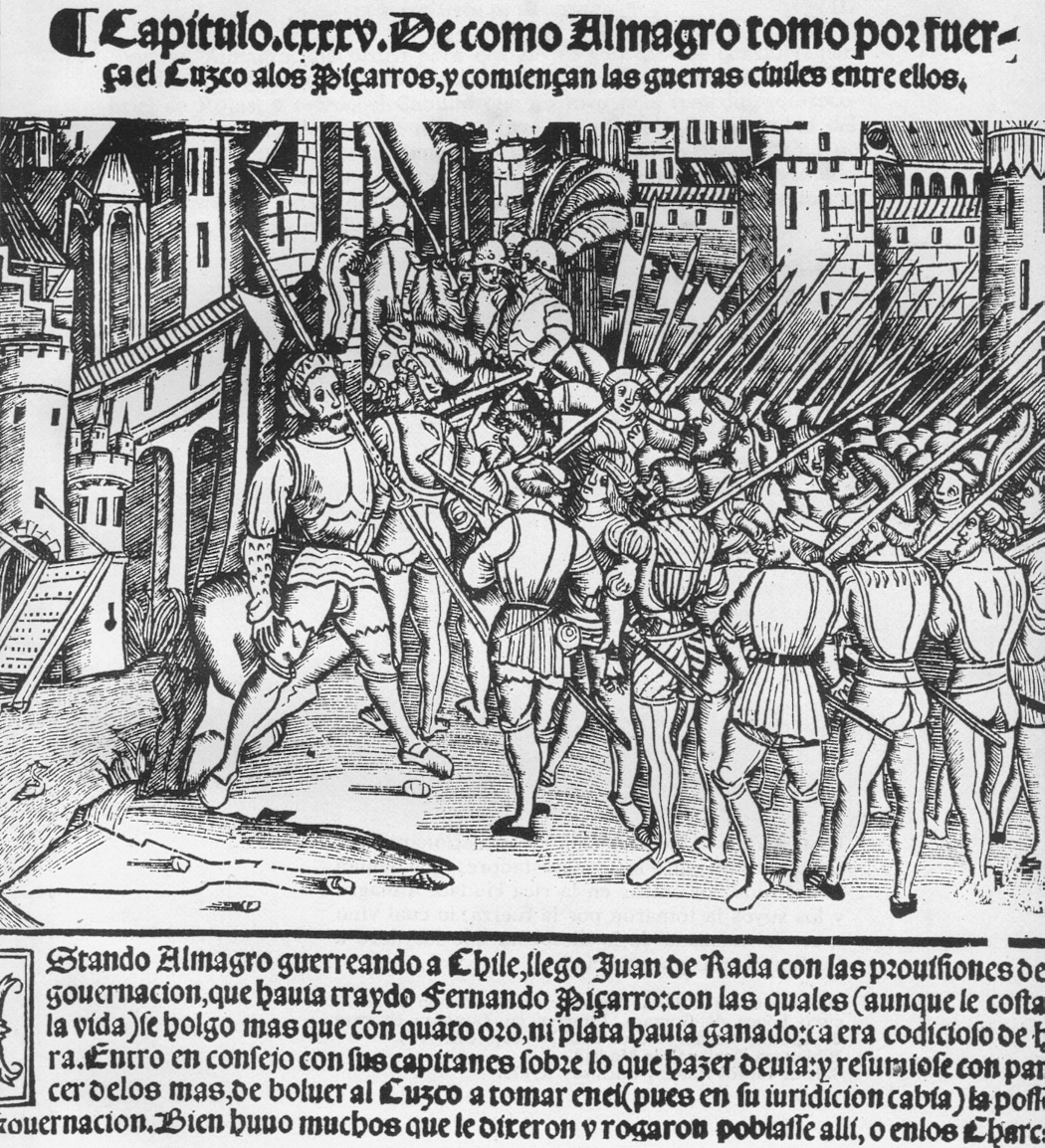
Prise de Cuzco par Almagro

De retour au Pérou, Almagro appris le soulèvement de Manco Capac II et la mort du plus jeune des frères Pizarro. Déçu par les résultats de son voyage au Chili et convaincu de l'appartenance à son gouvernorat, il s'empara de la ville de Cuzco le 8 avril 1537, quelques jours seulement après la fin du siège mené par frères Gonzalo et Hernando Pizarro, qui avait duré plus de dix mois. Almagro captura Gonzalo et Hernando et se proclame gouverneur de Cuzco. Par la suite, Alonso de Alvarado partit de Lima à la tête d'une armée. Les deux conquistadors s'affrontèrent  lors de la bataille d'Abancay (es), le 12 juillet 1537. Alvarado fut fait prisonnier, et ses troupes furent forcées de rejoindre l'armée almagriste.

### Fondation de Chincha et négociations avec Pizarro
En route vers Lima, le long de la côte sud, Almagro fonda la Villa de Almagro à la fin du mois d'août 1537, dans l'intention de la transformer en capitale de son Gouvernorat de Nouvelle-Tolède. Cette capitale sera déplacée plus au sud, à Sangallán, dans la province de Pisco, dans la région d’Ica. Au milieu des festivités de la fondation, Almagro appris la fuite de Gonzalo et d'Alvarado. Il réfléchit alors sérieusement à l'exécution de Hernando Pizarro, comme l'avait conseillé son lieutenant Rodrigo Orgóñez, mais la demande de Francisco Pizarro l'invitant à régler pacifiquement le conflit, le dissuada. Les deux gouverneurs se soumirent à l'arbitrage du frère Francisco de Bobadilla et se rencontrèrent dans la ville de Mala (sud de Lima), le 13 novembre 1537. Une discussion eut lieu qui aboutit à une altercation. Finalement, craignant une attaque, Almagro retourna à Chincha. Bobadilla était alors libre de dicter sa décision dans le litige en l'absence de l'une des parties : Cuzco n'appartenait pas à la juridiction d'Almagro. Par conséquent, il n'a pas ordonné la cessation des hostilités et contraint Almagro à quitter Cuzco et à libérer Hernando.
Cette décision provoqua la colère des almagristes, qui demandèrent l'exécution d'Hernando. Francisco Pizarro suggéra une trêve, acceptant que Diego de Almagro demeurât gouverneur de Cusco jusqu'à l'arrivée d'un émissaire du roi. En échange de cette concession, il pria Almagro de libérer son frère Hernando et promit de l'envoyer en Espagne avant l'expiration d'un délai de six semaines. Croyant de bonne foi aux promesses de son ancien partenaire de conquête, Diego de Almagro a accepté et libéré Hernando.

### La bataille des Salinas et la mort d'Almagro
En réalité Francisco Pizarro, avant de rentrer à Lima, envoya son frère Hernando à Cuzco, sous prétexte de soumettre les forces rebelles de Manco Inca II. En réalité, il était censé reprendre Cuzco des almagristes. Commandant une importante troupe de soldats fidèles à Pizarro, l'armée d'Hernando évolua en marche forcée. Almagro n'eut pas d'autre choix que de défendre ce qu'il considérait comme sa propriété. Néanmoins, malade (peut-être de syphilis), il laissa la direction de la campagne à Rodrigo Orgóñez. Ceci ordonna de traverser les cols du Huaytará (région actuelle de Huancavelica) pour empêcher l'avancée des pizarristes. Cependant, les almagristes arrivèrent trop tard pour bloquer Pizarro et durent se replier vers Cuzco.
Les frères Pizarro ne se sont pas rendus immédiatement à Cuzco, mais sont descendus dans la vallée d'Ica, afin de se réapprovisionner à la suite du passage éprouvant de la haute-montagne. Francisco Pizarro, dont l'âge ne lui permettait plus de se battre dans une campagne militaire aussi exigeante, se retira à Lima, laissant à ses frères Hernando et Gonzalo la conduite de la guerre. Une fois prêt, Hernando Pizarro reprit la marche en direction de Cuzco : il emprunta la route passant par Lucanas et Aymaraes et arriva à Cuzco, en avril 1538. Quelques jours avant Almagro, il entrait dans la ville sans défense.
Les deux armées s'affrontèrent à 6 km au sud de Cuzco, le 6 avril 1538, dans un lieu appelé Cachipampa ou "pampa de las Salinas". Lors de la bataille de Las Salinas, les troupes d'Almagro furent vaincues et Ordóñez tués lors des combats. Almagro se réfugia à Saqsaywaman, avant d'être fait prisonnier par Alonso de Alvarado.
Almagro, déjà âgé et très malade, a été jugé et condamné à mort mais, cette condamnation pouvant provoquer de vives protestations à Cuzco, Hernando a ordonné qu'il soit étranglé dans sa cellule et que son corps soit emmené sur la place pour être décapité (8 juillet 1538). Francisco Pizarro, qui avait quitté Lima pour Cuzco en apprenant la victoire des pizaristes, n'aurait pas été tenu au courant de l'exécution de son vieil ami et partenaire.

### Assassinat de Pizarro par les almagristes

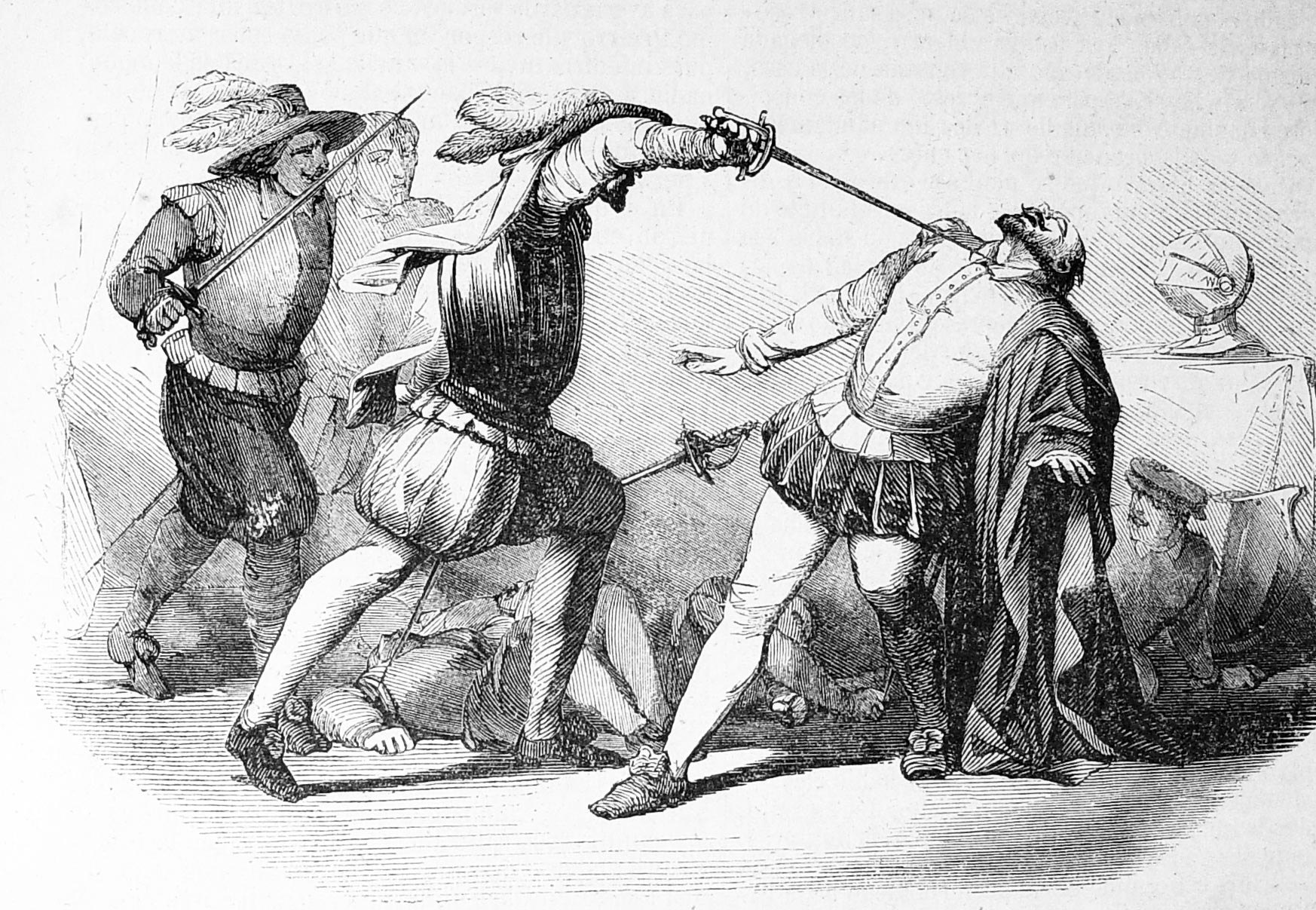
Assassinat de Francisco Pizarro

À l'instar de nombreux fidèles d'Almagro, son fils Diego de Almagro le jeune, surnommé "El Mozo", s'installe à Lima, et se retrouve plongé dans la pauvreté et le travail imposé par les pizarristes. Ils étaient connus sous le nom de "Caballero de la Capa", car il était dit que leur pauvreté avait atteint un point tel qu'ils devaient partager une couche unique. Ces almagristes se lassèrent d'attendre le jugement de la Couronne promis pour régler le différend les opposant aux vainqueurs. Ils jurèrent alors de faire justice vengeant la mort d'Almagro. Conduits par Juan de Rada, ils attaquèrent le palais du gouvernement et assassinèrent Francisco Pizarro le 26 juin 1541. Il convient de noter qu'El Mozo n'a pas personnellement participé à cette attaque, car Rada ne voulait pas qu'il prenne de risques.